# Tasten in het duister
Tasten in het duister is een Nederlandse televisiefilm uit 1996 van Stephan Brenninkmeijer, die ook is uitgebracht als miniserie.

## Verhaal
De 23-jarige persfotografe Nora ten Have (Cynthia Abma) krijgt na het fotograferen van een ongeval angstdromen over een brandend autowrak. Bijgestaan door haar collega Hans (Michaël van Buuren), ontdekt ze dat haar moeder, haar zusje en haar broertje twintig jaar geleden bij een auto-ongeluk om het leven kwamen. Nora's vader liet zijn dochtertje achter bij het echtpaar Ten Have en vertrok om nooit meer terug te keren. Stukje bij beetje weet Nora haar eigen verleden en dat van haar verwanten te reconstrueren. Maar waarom heeft haar vader haar zomaar in de steek gelaten? Verbitterd en vol verwijten gaat Nora hem zoeken in de Ardennen.

## Rolverdeling
| Acteur              | Personage       |
| ------------------- | --------------- |
| Hoofdrollen         |                 |
| Cynthia Abma        | Nora ten Have   |
| Hidde Maas          | Peter Olaf      |
| Michaël van Buuren  | Hans            |
| Bijrollen           |                 |
| Kees Brusse         | Karel ten Have  |
| Ellis van den Brink | Jeanne ten Have |
| Leslie De Gruyter   | Otto Terlingen  |
| Margot van Doorn    | Joyce           |
| Hedy Wiegner        | Annabel         |
| Mark Rietman        | Felix           |
| Margo Dames         | Marloes Olaf    |
| Jaak Van Assche     | Jules           |

## Trivia
De film was het eerste serieuze acteerwerk dat Kees Brusse na 13 jaar weer op zich nam.